# Gare de la Concorde
Cet article concerne la gare. Pour la station de métro de la Concorde, voir De la Concorde (métro de Montréal). Pour les autres significations, voir Concorde.
La gare de la Concorde est une gare ferroviaire intermodale située sur la ligne Saint-Jérôme du réseau de train de banlieue de Montréal. Située dans le quartier Laval-des-Rapides de la ville de Laval, elle est exploitée par Exo.
La gare est mise en service le 30 avril 2007 au moment de l'ouverture de trois stations de métro sur le territoire de Laval (Montmorency, De la Concorde et Cartier) et du grand remaniement simultané du transport en commun dans la ville. À cette même occasion, la gare Saint-Martin située quelque peu au nord est fermée définitivement.

## Correspondances

### Métro de Montréal
Une correspondance s'effectue avec la ligne orange du métro de Montréal via la station de la Concorde.

### Autobus

#### Société de transport de Laval[2]
| Circuit | Destinations                           | Tracé | Horaires |
| ------- | -------------------------------------- | ----- | -------- |
| 33      | Métro Montmorency – Métro Cartier      | Tracé | Horaires |
| 37      | Chomedey – Métro Cartier               | Tracé | Horaires |
| 42      | Saint-François – Terminus Le Carrefour | Tracé | Horaires |